# Communauté de communes Nord-Ouest Jura
La Communauté de communes Nord-Ouest Jura est une ancienne communauté de communes française, située dans le département du Jura et l'arrondissement de Dole.

## Historique
La communauté de communes est dissoute le 31 décembre 2016. Cinq de ses communes membres rejoignent la communauté d'agglomération du Grand Dole et les sept autres intègrent la communauté de communes Jura Nord.

## Composition
La communauté de communes regroupait les 12 communes suivantes :
| Nom                        | Code Insee | Gentilé       | Superficie (km2) | Population (dernière pop. légale) | Densité (hab./km2) |
| -------------------------- | ---------- | ------------- | ---------------- | --------------------------------- | ------------------ |
| Montmirey-la-Ville (siège) | 39360      | Mireymontois  | 3,93             | 184 (2014)                        | 47                 |
| Brans                      | 39074      | Brantés       | 8,77             | 225 (2014)                        | 26                 |
| Champagney                 | 39096      |               | 15,58            | 472 (2014)                        | 30                 |
| Chevigny                   | 39141      | Chevignoulots | 7,67             | 282 (2014)                        | 37                 |
| Dammartin-Marpain          | 39188      |               | 11,32            | 315 (2014)                        | 28                 |
| Moissey                    | 39335      | Moisseyais    | 10,63            | 552 (2014)                        | 52                 |
| Montmirey-le-Château       | 39361      | Mireymontois  | 8,02             | 180 (2014)                        | 22                 |
| Mutigney                   | 39377      | Mustigniens   | 8,00             | 167 (2014)                        | 21                 |
| Offlanges                  | 39392      | Offlangeois   | 8,73             | 198 (2014)                        | 23                 |
| Peintre                    | 39409      | Peintrais     | 6,34             | 122 (2014)                        | 19                 |
| Pointre                    | 39432      | Pointrés      | 6,54             | 125 (2014)                        | 19                 |
| Thervay                    | 39528      | Trevadiers    | 15,75            | 381 (2014)                        | 24                 |

## Administration
| Période | Période | Identité             | Étiquette | Qualité                                         |
| ------- | ------- | -------------------- | --------- | ----------------------------------------------- |
| 1999    | 2014    | M. Dominique Troncin | DVG       | Adjoint au maire de Moissey, conseiller général |
| 2014    | 2016    | Christine Lecomte    | DVD       | Maire de Mutigney (depuis novembre 2011)        |

## Compétences
- Collecte des déchets des ménages et déchets assimilés
- Traitement des déchets des ménages et déchets assimilés
- Activités sanitaires
- Activités sociales
- Création, aménagement, entretien et gestion de zone d'activités industrielle, commerciale, tertiaire, artisanale ou touristique
- Action de développement économique (Soutien des activités industrielles, commerciales ou de l'emploi, Soutien des activités agricoles et forestières...)
- Construction ou aménagement, entretien, gestion d'équipements ou d'établissements culturels, socioculturels, socio-éducatifs
- Établissements scolaires
- Activités péri-scolaires
- Activités culturelles ou socioculturelles
- Schéma de cohérence territoriale (SCOT)
- Prise en considération d'un programme d'aménagement d'ensemble et détermination des secteurs d'aménagement au sens du code de l'urbanisme
- Tourisme
- Opération programmée d'amélioration de l'habitat (OPAH)

## Sources
1. ↑  [Communauté de communes Jura Nord|« Recueil des actes administratifs spécial N°054 » [PDF], Préfecture du Jura.]
2. ↑  Benoit Ingelaere, « Christine Lecomte nouvelle présidente de Nord Ouest Jura », Voix du Jura,‎ 18 avril 2014 (lire en ligne, consulté le 10 avril 2017)